# 冯淳超
冯淳超（1936年11月22日—）江苏苏州人，中华人民共和国话剧、电影演员。

## 生平
冯淳超1960年毕业于中央戏剧学院表演系。1960年至1980年，在上海青年话剧团担任演员，从事话剧表演。1976年起，在《新风歌》、《失去记忆的人》等电影中饰演角色。1978年，在电影《从奴隶到将军》中饰演陈毅，因而获中华人民共和国文化部1979年“青年优秀创作奖”。1981年，冯淳超赴香港定居，后来移民加拿大。
1999年，冯淳超归国，参加拍摄电影《詹天佑》，饰演男主角詹天佑，与女主角谭菊珍的扮演者惠娟艳合作。此后他继续从事话剧表演事业。2001年，上海电视台和上海话剧艺术中心复排了原上海人民艺术剧院的代表作《陈毅市长》，该剧于2001年5月27日上海解放52周年之际上演。2005年，在话剧《金大班的最后一夜》中，冯淳超饰演穆老，与刘晓庆等演员合作。

## 作品
电影
- 1976年《新风歌》饰 李长聚
- 1976年《阿夏河的秘密》饰 马哈德
- 1978年《失去记忆的人》饰 胡一闯
- 1979年《从奴隶到将军》饰 陈毅
- 1980年《山重水复》饰 陈毅
- 2001年《詹天佑》饰 詹天佑

话剧
- 1978年《东进！东进！》饰 陈毅
- 2001年《陈毅市长》饰 陈毅
- 2004年《金大班的最后一夜》饰 穆老